# Psychotria niveobarbata
Psychotria niveobarbata là một loài thực vật có hoa trong họ Thiến thảo. Loài này được (Müll.Arg.) Britton miêu tả khoa học đầu tiên năm 1891.